# Denis Denisov
Denis Valer'evič Denisov (in russo Денис Валерьевич Денисов?; Charkiv, 31 dicembre 1981) è un hockeista su ghiaccio russo.

## Palmarès

### Mondiali
- 3 medaglie:
  - 2 ori (Stoccolma 2012; Minsk 2014)
  - 1 bronzo (Innsbruck 2005)